# ماركوس سولباكن
ماركوس سولباكن (بالنرويجية البوكمول: Markus Solbakken)‏ هو لاعب كرة قدم نرويجي في مركز الوسط، ولد في 25 يوليو 2000 في هامار في النرويج. لعب مع Hamarkameratene ‏.

## وصلات خارجية
- ماركوس سولباكن على موقع اتحاد النرويج (النرويجية)
- ماركوس سولباكن على موقع قاعدة بيانات كرة القدم.إي يو (الإنجليزية)
- ماركوس سولباكن على موقع ناشيونال فوتبول تيمز (الإنجليزية)
- ماركوس سولباكن على موقع Soccerway.com (الإنجليزية)
- ماركوس سولباكن على موقع عالم كرة القدم.نت (الإنجليزية)